# Bahnhof Sevenoaks

Der Bahnhof Sevenoaks (bis 1950 mit Zusatz Tubs Hill) liegt am Abzweig der Bat & Ball Line, einer Verbindungsstrecke zur Maidstone Line, von der South Eastern Main Line. Die Zugverbindungen werden von Southeastern betrieben. Der Bahnhof hat vier Bahnsteiggleise.

## Geschichte
Die Eisenbahn erreichte Sevenoaks am 2. Juni 1862, als die London, Chatham and Dover Railway die Strecke aus Swanley eröffnete. Der erste Bahnhof, der Bahnhof Bat & Ball, liegt am Nordrand der Stadt. 
Am 2. März 1868 eröffnete die South Eastern Railway die South Eastern Main Line zwischen Chislehurst und Sevenoaks, sodass es nun zwei Bahnhöfe in Sevenoaks gab. Am 1. Mai wurde die Fortsetzung der Strecke nach Tonbridge eröffnet. Diese beinhaltet auch einen knapp 3.200 Meter langen Tunnel bei Sevenoaks. Die Verbindungen zwischen den beiden Sevenoakser Bahnhöfen wurde am 1. August 1869 eröffnet. 
Am 6. Januar 1935 wurde der elektrische Betrieb aus dem Norden mit 660-Volt-Stromschiene eröffnet, dabei wurde auch der Bahnhof umgebaut. Bis Juni 1961 wurde die South Eastern Main Line komplett mit 750 Volt elektrifiziert. In den 1970er Jahren wurde der Bahnhof von sechs Gleisen auf vier zurückgebaut.

## Verbindungen (Stand Dezember 2016)
Gewöhnliche Zugfrequenzen außerhalb der Hauptverkehrszeiten von Montag bis Freitag:
- sechs Züge pro Stunde nach London Charing Cross (beschleunigt)[2][3]
- zwei Züge pro Stunde nach London Charing Cross (langsam)[4]
- zwei Züge pro Stunde nach West Hampstead Thameslink über die Maidstone Line, London Blackfriars und London St Pancras[5]
- zwei Züge pro Stunde nach Hastings über Tunbridge Wells (einer langsam, einer beschleunigt)[2]
- zwei Züge pro Stunde nach Tunbridge Wells[2]
- ein Zug pro Stunde nach Dover Priory über Ashford und Folkestone[3]
- ein Zug pro Stunde nach Ramsgate über Ashford und Canterbury West[3]